# Danny O'Donoghue
Daniel John Mark Luke O'Donoghue (Dublín, 3 de octubre de 1980), más conocido como Danny O'Donoghue, es un cantante, músico y compositor irlandés, líder de la banda The Script. El primer sencillo de The Script, "We Cry" fue escrito sobre los diferentes tipos de personas que conocerías allí. Danny fue el miembro original de una banda de los 90 llamada MyTown después de haber firmado por $15 millones de dólares para Universal Records en 1999. También ha trabajado como productor en Estados Unidos con su compañero Mark Sheehan. En 2012 Danny formó parte como jurado de la primera y segunda temporada del show talent The Voice UK en su versión Británica, siendo la directa competencia del estelar X Factor creado por el reconocido productor musical Simon Cowell.